# Кармонтель
Луи́ Каррожи́, более известный как Кармонте́ль (иногда Кармонте́лль; фр. Louis Carrogis, Carmontelle; 15 августа 1717, Париж — 26 декабря 1806, там же) — французский рисовальщик пастелью, живописец-акварелист, гравёр, драматург и архитектор.

## Биография
Сын сапожника, Кармонтель обратил на себя внимание удачными портретами и грациозными драматическими пьесами и получил место лектора у герцога Орлеанского. Его пьесы большей частью принадлежат к популярному в его время жанру драматических пословиц, собранных впоследствии в несколько сборников: «Proverbes dramatiques» (1768—1781), «Théâtre de campagne» (1775), «Nouveaux proverbes dramatiques» (1814). Из всех его многочисленных пьес только одна «l’Abbé de plâtre» была представлена на сцене в 1777. Кармонтель написал, кроме того, 3 романа, из которых лучшим считается «Les femmes» (1825, с предисловием Пикара), и несколько критических брошюр о выставках картин. О портретах Кармонтеля барон Гримм в своей корреспонденции отзывался с большой похвалой, настаивая преимущественно на умении художника схватывать сходство. Большое количество портретов Кармонтеля, имеющих исторический интерес, сохранилось в коллекции герцога Омальского в Шантийи.
Кармонтель известен и как архитектор: он создал парк Монсо (фр. Parc Monceau) в Париже.

## Акварели Кармонтеля

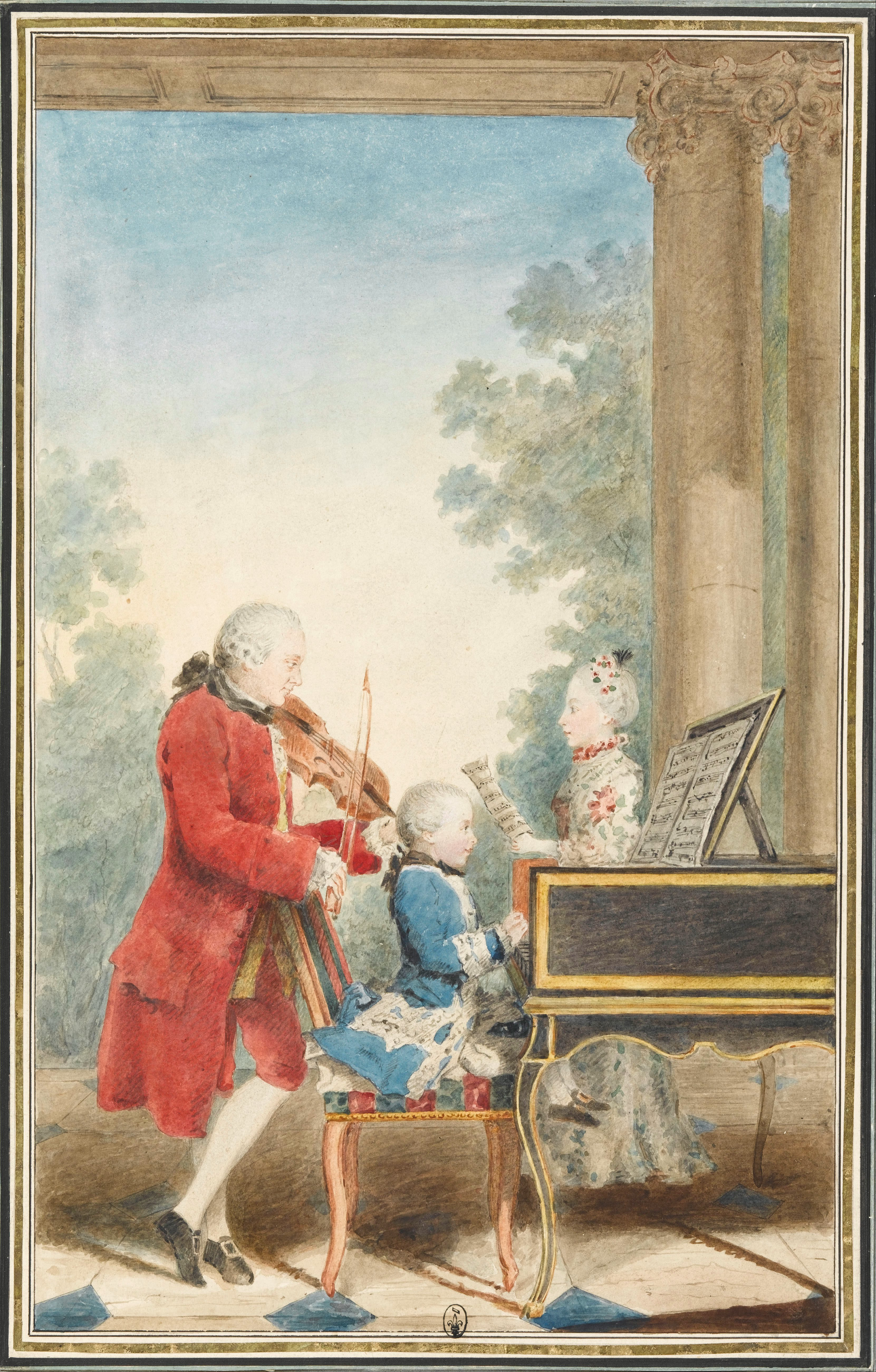
Портрет семьи Моцартов на гастролях в Париже
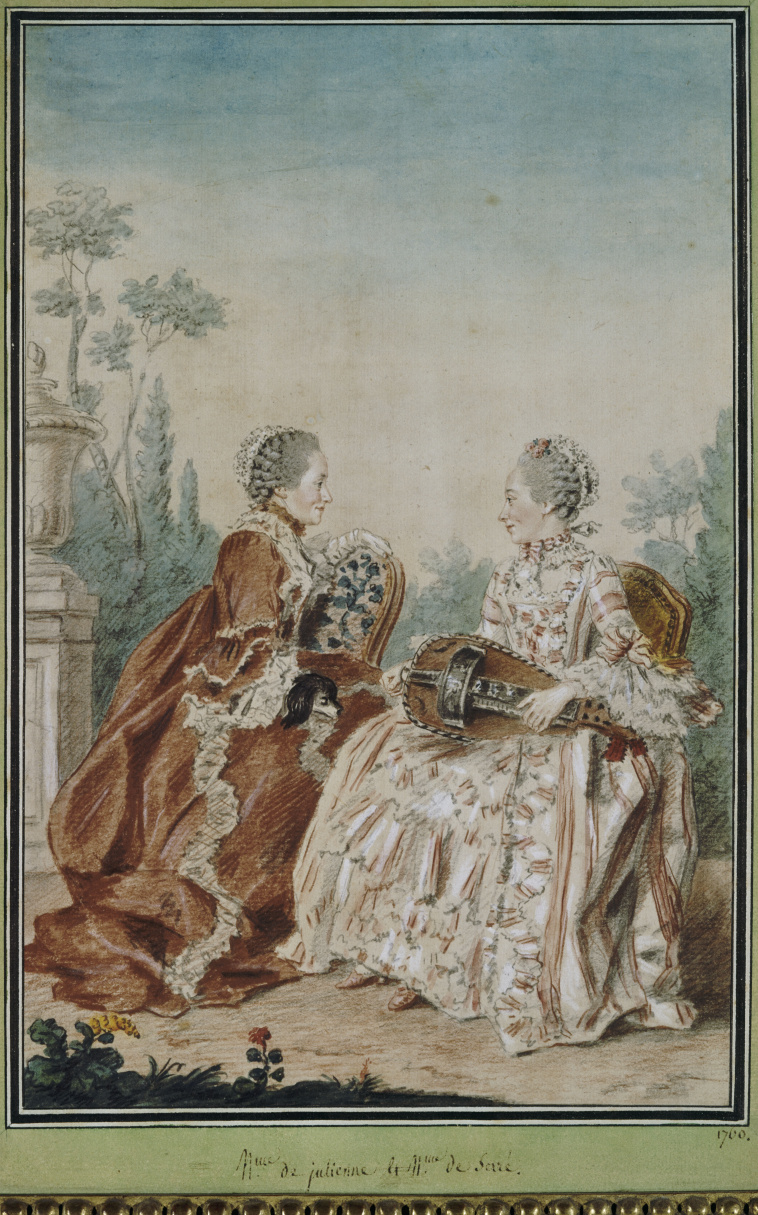
Мадам де Жюльен и мадам де Серре
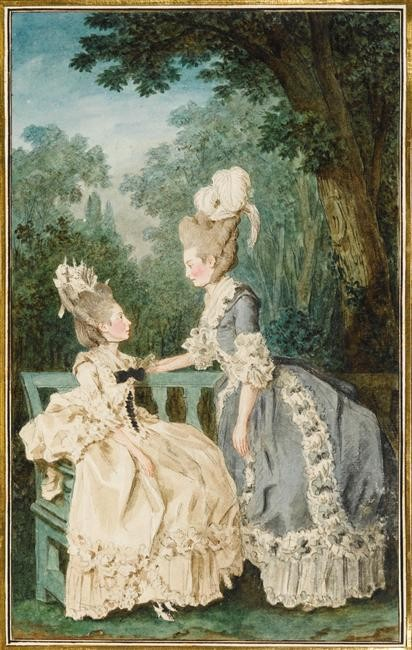
Графиня де Фитц-Джеймс и графиня де Нолестен
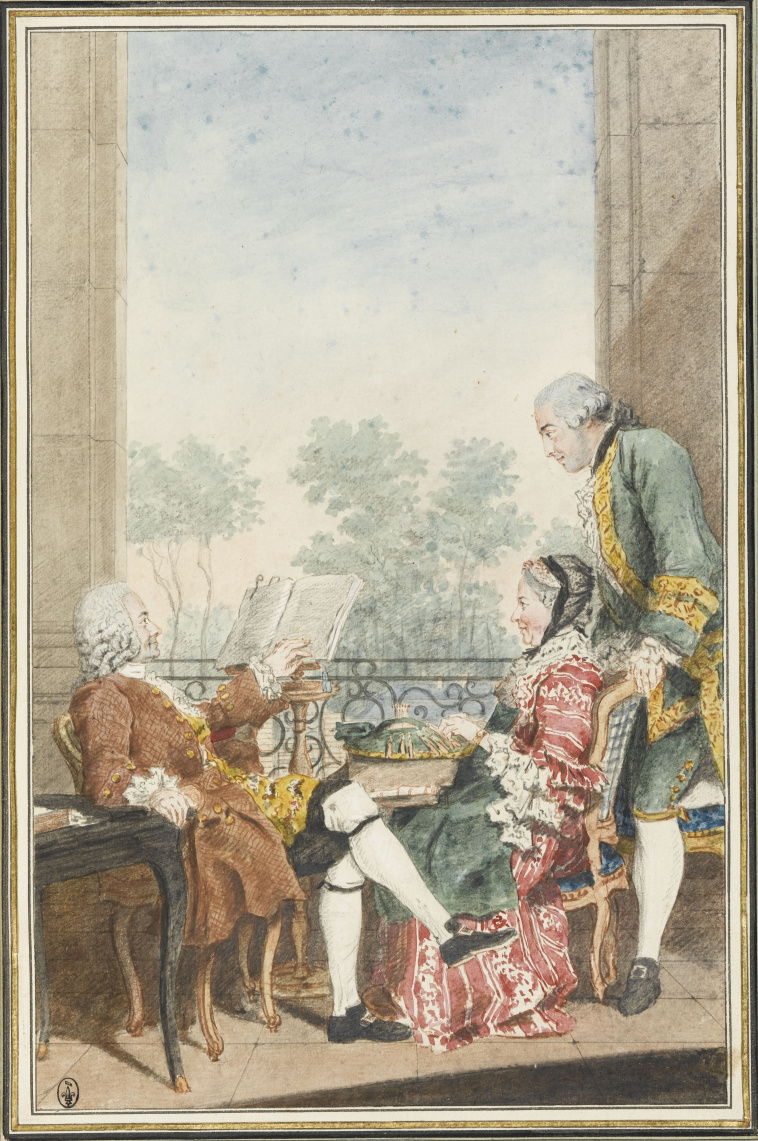
Месье и мадам де ла Шапелль и месье Доминик де Лессепс
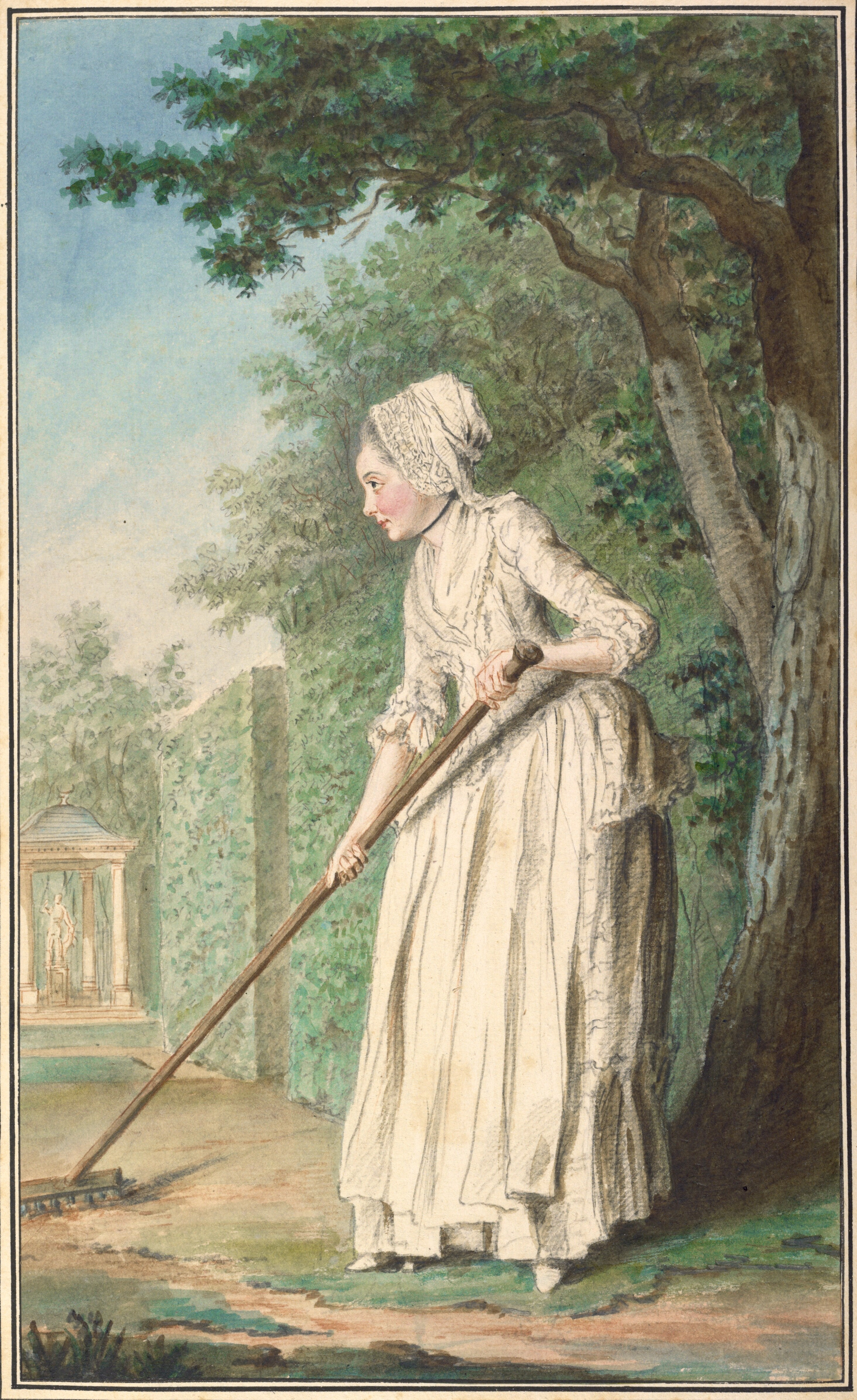
Герцогиня де Шон в саду
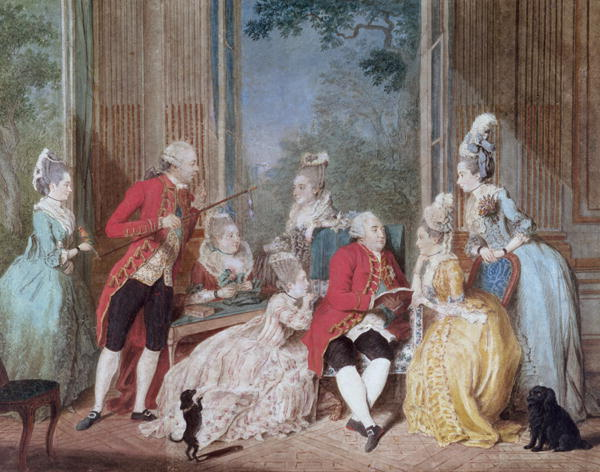
Салон герцога Орлеанского
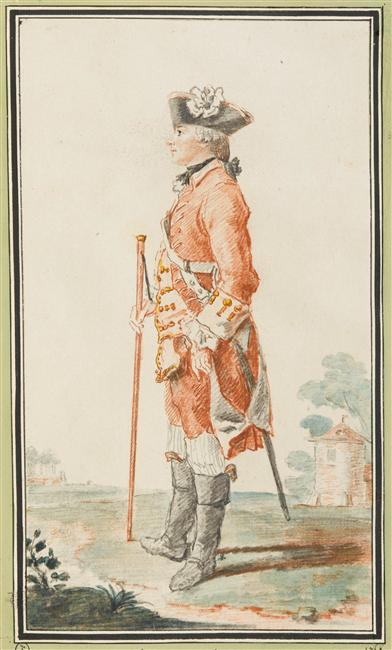
Луи Антуан де Виньеро дю Плесси, герцог де Ришельё